# Цао Юй
Цао Юй (曹禺, 24 вересня 1910 —13 грудня 1996) — китайський драматург.

## Життєпис
Народився 24 вересня 1910 року у м. Цяньцзян провінції Хубей. Отримав ім'я Вань Цзябао. Походив з родини чиновника. Замолоду разом із родиною переїздить до м. Тяньцзінь, де його батько працював секретарем президента Китайської Республіки Лі Юаньхуна. Тут він знайомиться із китайською та західною літературою, відвідує театр. Водночас у 1920–1924 роках вчиться у місцевій середній школі. У 1924 році поступає до Нанькайського університету, а у 1925 році переводить до університету Цінхуа у Пекіні. Тут він вивчає мову та літературу Заходу. Після його завершення у 1934 році багато уваги приділяє подальшому вивченню літератури, пише перші свої твори.
Після початку Другої японо-китайської війни у 1937 році Цао Юй тікає до Чунціна. Тут продовжує писати п'єси, першу з яких було поставлено у військовому шпиталі у 1939 році. після завершення війни перебирається до Шанхая. Тут спробував себе як сценарист фільму «Сонячний», 1947–1948 роки. Водночас займається перекладом п'єс Вільяма Шекспіра. Після громадянської війни у 1949 році повертається до Пекіна. Тут стає керівником народного театру. Не зважаючи на те, що Цао Юй мав доволі критичне ставлення до комуністичної ідеології, його п'єси стають популярними у комуністичному Китаї. Але під час Культурної революції він зазнав репресій, був реабілітований тільки після смерті Мао Цзедуна. До кінця життя працював над створенням нових творів, постановками у театрі. Помер 13 грудня 1996 року.

## Творчість
У своїй творчості в багато в часу наслідував зразкам європейської драми, особливо полюбляв давньогрецьку. У своїй творчості Цао Юй звертався також до історичних подій, полюбляв застосовувати алюції та алегорії. У його доробку лише 9 п'єс: «Гроза» (1934 рік), «Схід сонця» (1936 рік), «Поле» (1937 рік), «Метаморфози» (1940 рік) «Пекінці» (1940 рік), «Міст» (1945 рік) «Яскраве небо» (1956 рік), «Мужність і міч» (1961 рік), «Ван Чжаоцзун» (1979 рік).